# Lletra muda
Una lletra muda és una lletra que mai té so, o que en algunes paraules no té so. Per exemple la "H" és la lletra que en català mai es pronuncia.

## Català
Pel que respecta a l'ús de la hac en català i la seua pronunciació, tenim:
- Hac muda: Representa la majoria de paraules que, comencen per hac (hola, hàsmter, hereu) però també amb el grup ch final (Vich, Bach) tot i que en aquest darrer cas, actualment, ha caigut en desús.
- Hac aspirada: La hac no és pas muda quan s'usa per a representar el so /h/ de certes interjeccions (ha, ha; ehem...) i el so /x/ d'alguns manlleus del castellà o del caló, per exemple: com piho, catalanització del castellà pijo (persona que fa ostentació de seguir les modes associades a una classe social acomodada), o halar (menjar), manlleu del caló.

## Castellà
La lletra H no té so (excepte en la combinació "ch"). Les paraules "hola" i "ola" sonen exactament igual, però tenen diferent significat. No obstant, a la paraula "hàmster", la "h" sí que té so, ja que la pronunciació de la "h" és igual a la de la "j". Vegeu Ús fonètic de la h.
En les combinacions que i qui la "u" no té so. La paraula queso sona [keso], la paraula quilate sona [kilate]. Totes les lletres d'aquestes paraules tenen correspondència amb un so, excepte la "u".
En la combinacions gue i gui l'"u" no té so, però indica que la "g" ha de pronunciar-se com a "g" [g] i no com a "j" [x]. Per exemple guita es pronuncia [guita] i en canvi gitano és [xitano]. Perquè l'"u" tingui so se li ha de col·locar una dièresi (¨) a la "ü" amb la qual cosa tindrà so en les combinacions güe i güi. Nota: «gue≠güe» / «gui≠güi»
La Reial Acadèmia Espanyola accepta que algunes lletres mudes no s'escriguin. Per exemple, la combinació ps: psicologia o sicología, sitacosis o psitacosis. El Diccionari de la Reial Acadèmia Espanyola només té psoriasis, però el Diccionario panhispánico de dudas diu que la grafia soriasis també és vàlida. També existeixen altres consonants mudes com la "m" en la paraula mnemotecnia (també vàlid com a mnemotècnia); i la "g" en paraules com a gnom (també vàlid com nomo), gnosticisme (també vàlid com nosticismo).
No obstant això, existeixen algunes paraules a les quals no se'ls pot ometre la lletra muda, tal és el cas de les consonant "c" i "g" en paraules com cnidarios i gnosis.

## Francès
En francès és molt habitual que si una paraula acaba en consonant, aquesta sigui muda. Per exemple placard [plaka:ʀ], parler [paʀle], abcès [absε], billet [bijε], galeux [galø], blanc [blɑ̃], poing [pwɛ̃].
També és normal que les paraules acabades en i no accentuada, aquesta sigui muda: Per exemple: être [ε:tʀ], fête [fεt], fille [fij], vague [vag].
En francès, igual que en espanyol, en la combinació qu, la lletra "u" sempre és muda. Per exemple: quatre [katʀ:], quelque [kelk:], qui [ki], quoi [k:ua]. Només que en francès, a diferència del català, aquest dígraf (qu) sí que apareix davant qualsevol vocal.
Les següents lletres mai són mudes en francès: j i v o gairebé mai: a, i, o, q i y.
En francès, la h també és muda, igual que en català.

## Anglès
En anglès la i muda en molts casos té utilitat en la pronunciació de la vocal precedent. Per exemple
- kit es pronuncia [kɪt] i kite es pronuncia [kaɪt].
- hop es pronuncia [hɒp] i hope es pronuncia [hoʊp]
- ton es pronuncia [tʌn] i tone es pronuncia [toʊn]
- cut es pronuncia [kʌt] i cute es pronuncia [kjuːt].

La norma anterior no és rígida. Per exemple gone es pronuncia [gɒn] i no [gɒn].
En molts casos hi ha lletres totalment mudes, com en guard [gɑrd], honor [ɒnər], light [laɪt] o know [noʊ].
Algunes paraules tenen lletres mudes per reflectir el seu origen, com la "b" de debt [dɛt] que ve del llatí dēbita. Hi ha casos en què es va inserir una lletra per error, com la "s" de island (illa en català, pronunciat en anglès [aɪlənd]), però la paraula prové de īgland, on land és terreny, i és una coincidència que sigui similar a illa (o a isle en anglès, que és l'analogia que es va usar en la realitat).

## Portuguès
En portuguès, la h només es pronuncia mitjançant les combinacions ch, lh i nh.
A Portugal, a diferència del Brasil, existeix la c muda. Per exemple, a Portugal s'escriu acção i a Brasil ação. Sobre la supressió de la c muda i altres consonants mudes vegeu Acord ortogràfic de la llengua portuguesa de 1990.
Nota: Segons el nou acord ortogràfic la "c" muda tampoc s'ha d'escriure a Portugal, no obstant això en "facto" (fet) per distingir-ho de "fato" (vestit) sí s'escriu, ja que els portuguesos sí la pronuncien. El mateix ocorre amb altres casos.